# Чарні (Львів)
«Ча́рні» Львів (пол. Czarni Lwów) — польський спортивний клуб зі Львова.

## Історія
Колишні назви:
- 1903–1905: І. ЛКПН «Слава» (пол. I. LKPN [Lwowski Klub Piłki Nożnej] "Sława")
- 1905–1909: І. ЛКПН «Чарні» (пол. I. LKPN "Czarni")
- 1909–1910: І. ЛКПН «Чарні» у Львові (пол. I. LKPN "Czarni" we Lwowie)
- 1910–1936: І. ЛКС «Чарні» у Львові (пол. I. LKS [Lwowski Klub Sportowy] "Czarni" we Lwowie)
- 1936–1939: І. ВЦКС «Чарні» (пол. I. WCKS [Wojskowo-Cywilny Klub Sportowy] "Czarni")

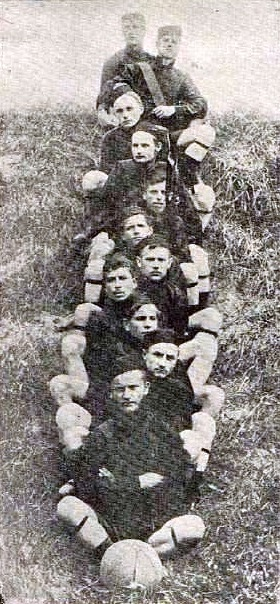
«Чарні» (Львів). 1904 рік

У серпні 1903 року учнями львівської I і ІІ Реальної школи був організований клуб, який отримав назву «Слава» і був першим футбольним клубом у Львові. 1905 року затверджено червоно-чорні барви клубу і перейменовано на «Чарні». 20 лютого 1909 клуб змінив назву на «І. ЛКПН „Чарні“ у Львові», а рік пізніше — 22 листопада 1910 на «І. ЛКС „Чарні“ у Львові», аби підкреслити багатосекційність клубу (крім футбольної існували секції хокею на льоду, легкої атлетики, лижна, тенісу і боксу). Був одним із співзасновників Союзу польського футболу 1911 року, а після відновлення незалежності Польського футбольного союзу 1919 року, а також футбольної ліги 1926 року.
1920 року «Чарні» дебютували у чемпіонаті Польщі, але програли у першому раунді локальному супернику «Погоні». У наступних сезонах клуб також не міг пробитися до вищих стадій змагань, постійно програючи Погоні. При тому, що лише переможець львівської окружної ліги отримував право виступати у вирішальній стадії чемпіонату Польщі.

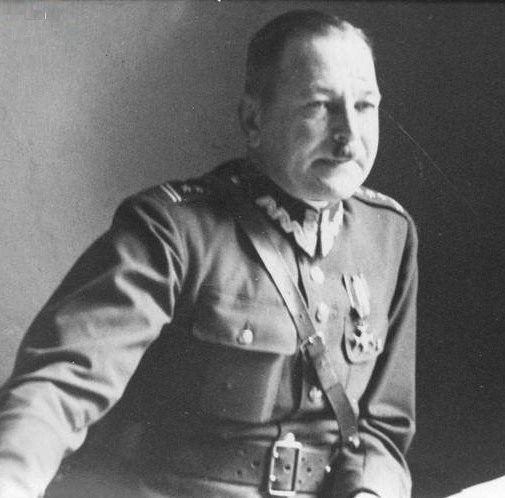
Полковник Людвік Біттнер — останній президент «Чарних»

Тільки після створення у грудні 1926 року І ліги «Чарні» отримали право виступати в ній. 1933 року команда посіла 11 місце і понизилася у класі. Впродовж 7 сезонів, проведених у першій лізі клуб зіграв 164 матчі, у яких здобув 141 очко, з різницею м'ячів: 120–186. Потім «Чарні» виступали у львівській окружній (другій) лізі. У вересні 1939 року після початку ІІ-ї світової клуб припинив існування.

## Найвідоміші гравці клубу
- Францішек Хмельовський
- Рохус Настула
- Антоні Вронка
- Стефан Вітковскі
- Вітольд Ґєрас
- Юліуш Мюллер
- Філіп Кміцінський
- Ян Драпала

## Титули та досягнення

### Футбол
- Чемпіонат Польщі:
  -  Чемпіон (1): 1935
  - 8 місце (1): 1928

### Хокей із шайбою
- Чемпіонат Польщі з хокею
  -  Чемпіон (1): 1933
  -  Срібний призер (1): 1934